# Marienkapelle (Aachen)

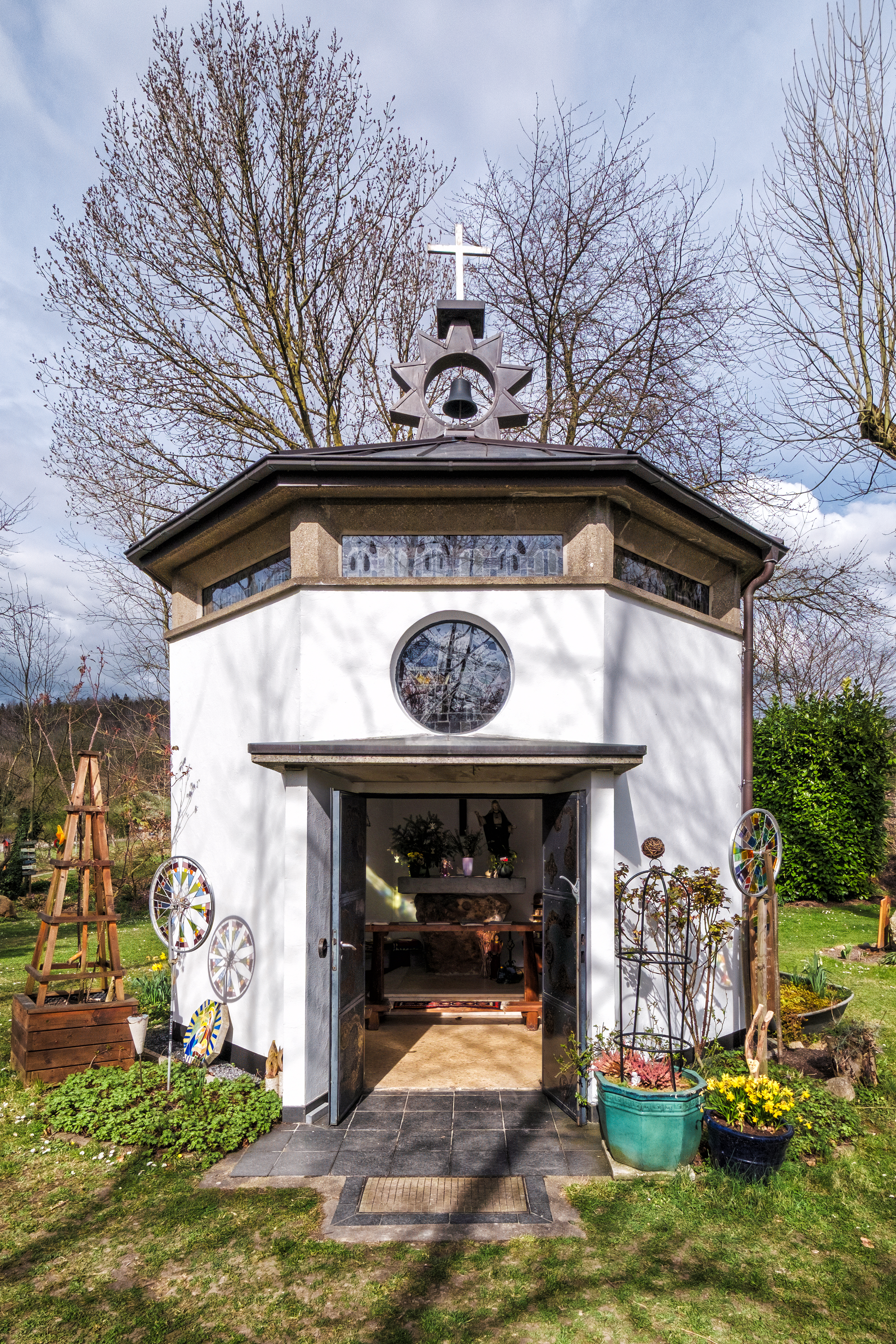
Marien- / Schneebergkapelle

Die Marienkapelle am Südwesthang des Schneebergs, allgemein deshalb als Schneebergkapelle bekannt,  ist eine im Jahr 1963 zu Ehren Mariens geweihte Votivkirche oberhalb des Senserbachs nördlich von Vaals im Aachener Stadtteil Laurensberg. Sie wurde auf Veranlassung des Bauern Wilhelm Maahsen (1900–1977) als Privatkapelle errichtet und steht mittlerweile unter Denkmalschutz.

## Geschichte
Der ortsansässige Bauer Maahsen hatte gelobt, falls er und seine Familie ebenso wie die Orte Vaals und Vaalserquartier den Zweiten Weltkrieg heil überstehen sollten, wolle er an dieser Stelle eine Kapelle bauen lassen. Nachdem im Oktober 1944 der Schneeberg von Osten her durch alliierte Truppen eingenommen sowie Vaals und Aachen befreit worden waren und Bauer Maahsen sowie seine Familie die Kämpfe unversehrt überlebt hatten, begann er einige Monate später mit der Planung und dem Bau der Kapelle. In Eigenregie beschaffte er sich Bauschutt aus dem Umfeld des Aachener Domes, womit er das Fundament und Teile des Rohbaus zu errichten begann. Maahsen besaß zu diesem Zeitpunkt jedoch noch keine Baugenehmigung und musste die Arbeit vorübergehend einstellen. Nachdem ihm ein Architekturstudent die notwendigen Pläne ausgearbeitet und er die weiteren behördlichen Auflagen erfüllt hatte, führte er das Bauvorhaben mit Hilfe seiner Nachbarn fort.
Nach vielfach unterbrochener Bauzeit weihte der Pfarrer von St. Konrad aus Vaalserquartier am 8. September 1963 die Marienkapelle in Gegenwart von mehr als tausend Pilgern ein. Es folgten jährliche Pilgerprozessionen zur Kapelle. Um die Marienkapelle auf Dauer zu sichern und sie nicht als Erbmasse den Angehörigen zu verantworten, gedachte Bauer Maahsen, die Kapelle der Pfarre St. Konrad als Schenkung zu übertragen, doch auf seine damit verknüpften Auflagen wie beispielsweise regelmäßige Eucharistiefeiern oder eine Konsekration des Altares wollte oder konnte die Pfarre nicht eingehen. Damit blieb die Kapelle bis zum heutigen Tage in Privatbesitz und der eigentliche Zugangsweg mit dem Treppenaufgang vom Hof des Bauern an der Senserbachweg ist ebenso Privatgelände. Ebenfalls privat ist die Grabanlage der Familie Götzen auf dem Kapellengelände. Ein öffentlicher Zugang zur Kapelle ist lediglich von Norden her, über einen befestigten Wirtschaftsweg unterhalb des Schneeberges, den Schneebergweg, möglich.

## Baubeschreibung

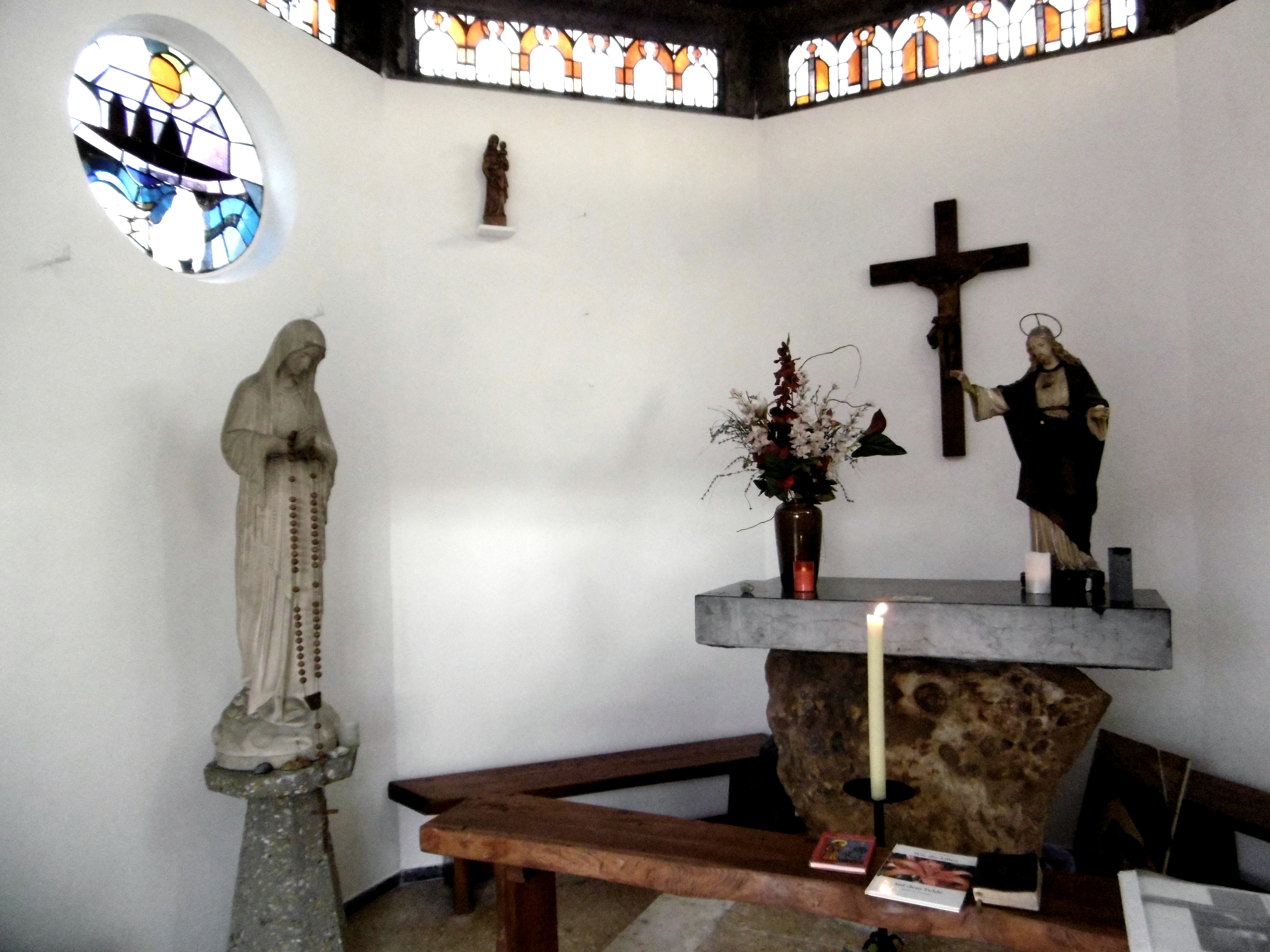
Innenansicht mit Altarplatte auf Findling und Brügger Madonna

Der Kapellenbau ist dem Oktogon des Aachener Doms nachempfunden und besitzt einen achteckigen Grundriss. Auf dem Dach ließ Maahsen einen in Beton gegossenen Sternenkranz aufsetzen, auf dem ein Kreuz aus Blaustein befestigt wurde. In diesem Kranz, der mit seinen zehn Zacken einem „Soldaten-“ bzw. „Fingerrosenkranz“ darstellen soll, wurde eine Glocke aus dem aufgelösten Redemptoristenkloster in Vaals eingebaut, die Maahsen für 75 DM erstanden hatte und die heute fest montiert ist. Zu Maahsens Lebzeiten wurde diese Glocke regelmäßig von ihm oder seiner Gattin morgens, mittags und abends geläutet.
Den Fensterkranz unterhalb der Kuppel und die Eingangstür gestaltete der Aachener Künstler Peter Hodiamont. Seine dort angebrachten emaillierten Platten stellen Motive aus der Lauretanischen Litanei dar und schildern den beschwerlichen Weg beim Bau der Kapelle vom Gelübde 1944 bis zur Einsegnung 1963.
Das Innere der Kapelle wird bestimmt durch einen 16 Zentner schweren Findling, auf dem die Altarplatte ruht, sowie durch eine zementgraue Madonna aus Brügge des belgischen Bildhauers Louis Dupont (1886–1967), die anstelle einer von Maahsen gewünschten farbigen Madonna aus dem Wallfahrtsort Banneux aufgestellt wurde.